# Clase Hyūga
La clase Hyūga son una serie de portahelicópteros actualmente en servicio en la Fuerza Marítima de Autodefensa de Japón.

## Origen del nombre
Hyūga es tanto el nombre de una ciudad japonesa en la Prefectura de Miyazaki, como el de una antigua provincia de Japón. Un acorazado de la Armada Imperial Japonesa, el Hyūga, portó previamente el nombre.

## Características

Vista cenital del Hyūga mostrando sus dos elevadores y los cuatro puntos de aterrizaje.

Los buques de esta clase cuentan con una cubierta de vuelo con dos elevadores, totalmente despejada, con un puente en la banda estribor desde el que se controlan las operaciones aéreas y el gobierno del buque. Su aspecto externo es similar al de los LHD estadounidenses de la Clase Wasp, con un tamaño menor, aunque dado que su cometido es eminentemente antisubmarino, por tamaño y funciones están más próximos al portaaviones español Príncipe de Asturias y al italiano Giuseppe Garibaldi, aunque la carencia de ski-jump a proa limita en gran medida el empleo de aparatos de ala fija.

## Buques de la Clase Hyūga
| Numeral | Nombre | Puesto en grada    | Botado               | Asignado            | Puerto base | Imagen |
| ------- | ------ | ------------------ | -------------------- | ------------------- | ----------- | ------ |
| DDH-181 | Hyūga  | 11 de mayo de 2006 | 23 de agosto de 2007 | 18 de marzo de 2009 | Yokosuka    |        |
| DDH-182 | Ise    | 30 de mayo de 2008 | 21 de agosto de 2009 | 16 de marzo de 2011 | Kure        |        |

### Buques similares
• Clase Dokdo 
• Clase Ocean 